# 蛇目菊属
蛇目菊属（学名：Sanvitalia）是菊科下的一个属，为一年生草本植物。该属共有7种，分布于美洲。